# Шоптыгак
Шоптыгак (каз. Шоптығақ) — село в Жанасемейском районе Абайской области Казахстана. Входит в состав Приречного сельского округа. Код КАТО — 632859500.

## Население
В 1999 году население села составляло 143 человека (79 мужчин и 64 женщины). По данным переписи 2009 года, в селе проживали 103 человека (53 мужчины и 50 женщин).